# Ken Caldeira
Pour les articles homonymes, voir Caldeira (homonymie).
Ken Caldeira, né en 1960, est un scientifique américain, spécialiste de l'atmosphère. Ses domaines de recherche sont l'acidification des océans, l'effet du climat sur les arbres, le changement climatique, et le cycle du carbone,,,,.
Diplômé de l'Université de New York, il travaille pour la Carnegie Institution for Science's Department of Global Ecology. Il est conseiller scientifique de Bill Gates depuis 2007. Il enseigne à l'Université Stanford. Il a contribué au rapport de 2015 intitulé Geoengineering Climate: Technical Evaluation and Discussion of Impacts, et est co-auteur du rapport America's Climate Choices de 2010.